# Halstad
Halstad is een plaats (city) in de Amerikaanse staat Minnesota, en valt bestuurlijk gezien onder Norman County.

## Demografie
Bij de volkstelling in 2000 werd het aantal inwoners vastgesteld op 622.
In 2006 is het aantal inwoners door het United States Census Bureau geschat op 562, een daling van 60 (-9,6%).

## Geografie
Volgens het United States Census Bureau beslaat de plaats een oppervlakte van
0,8 km², geheel bestaande uit land. Halstad ligt op ongeveer 264 m boven zeeniveau.

## Plaatsen in de nabije omgeving
De onderstaande figuur toont nabijgelegen plaatsen in een straal van 20 km rond Halstad.